# Мамая-Сат
Мамая-Сат (рум. Mamaia-Sat) — село у повіті Констанца в Румунії. Адміністративно підпорядковане місту Неводарі.
Село розташоване на відстані 200 км на схід від Бухареста, 13 км на північ від Констанци, 134 км на південь від Галаца.

## Населення
За даними перепису населення 2002 року у селі проживали 200 осіб, з них 199 осіб (99,5%) румунів. Рідною мовою 199 осіб (99,5%) назвали румунську.